# Ille-sur-Têt
Ille-sur-Tet (tiếng Catala: Illa hay Illa de Tet) là một xã ở tỉnh Pyrénées-Orientales trong vùng Occitanie, phía nam nước Pháp. Xã này nằm ở khu vực có độ cao trung bình 160 mét trên mực nước biển.

## Nhân vật địa phương nổi tiếng
- Louis Amade sinh ở Ille-sur-Tet (1915-1992), nhà văn
- Charles Dupuy, nhà chính trị
- Jean Galia, vận động viên bóng bầu dục
- Paul Loridant, nhà chính trị
- Jean Bardou, nhà công nghiệp

## Liên kết ngoài

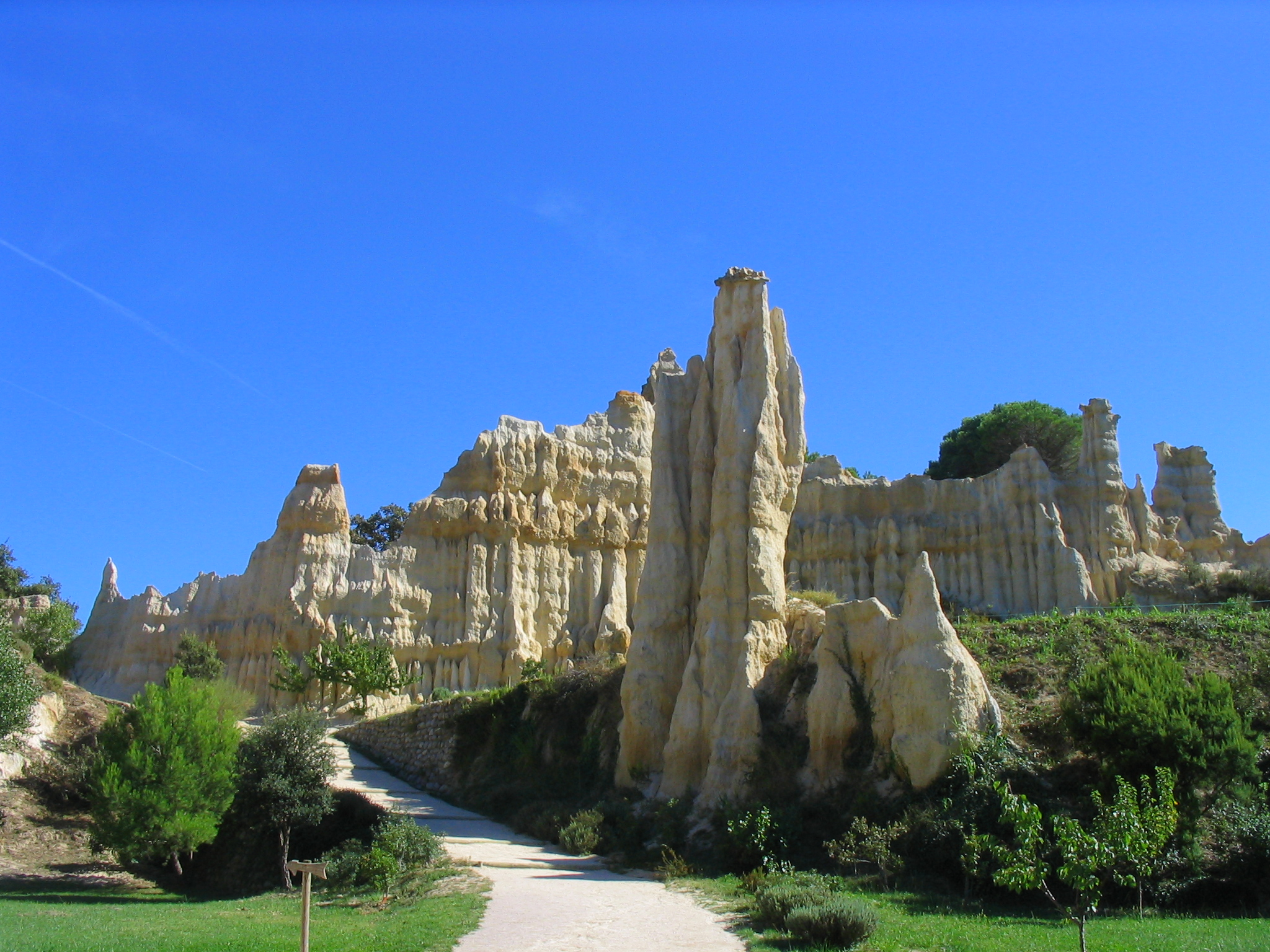
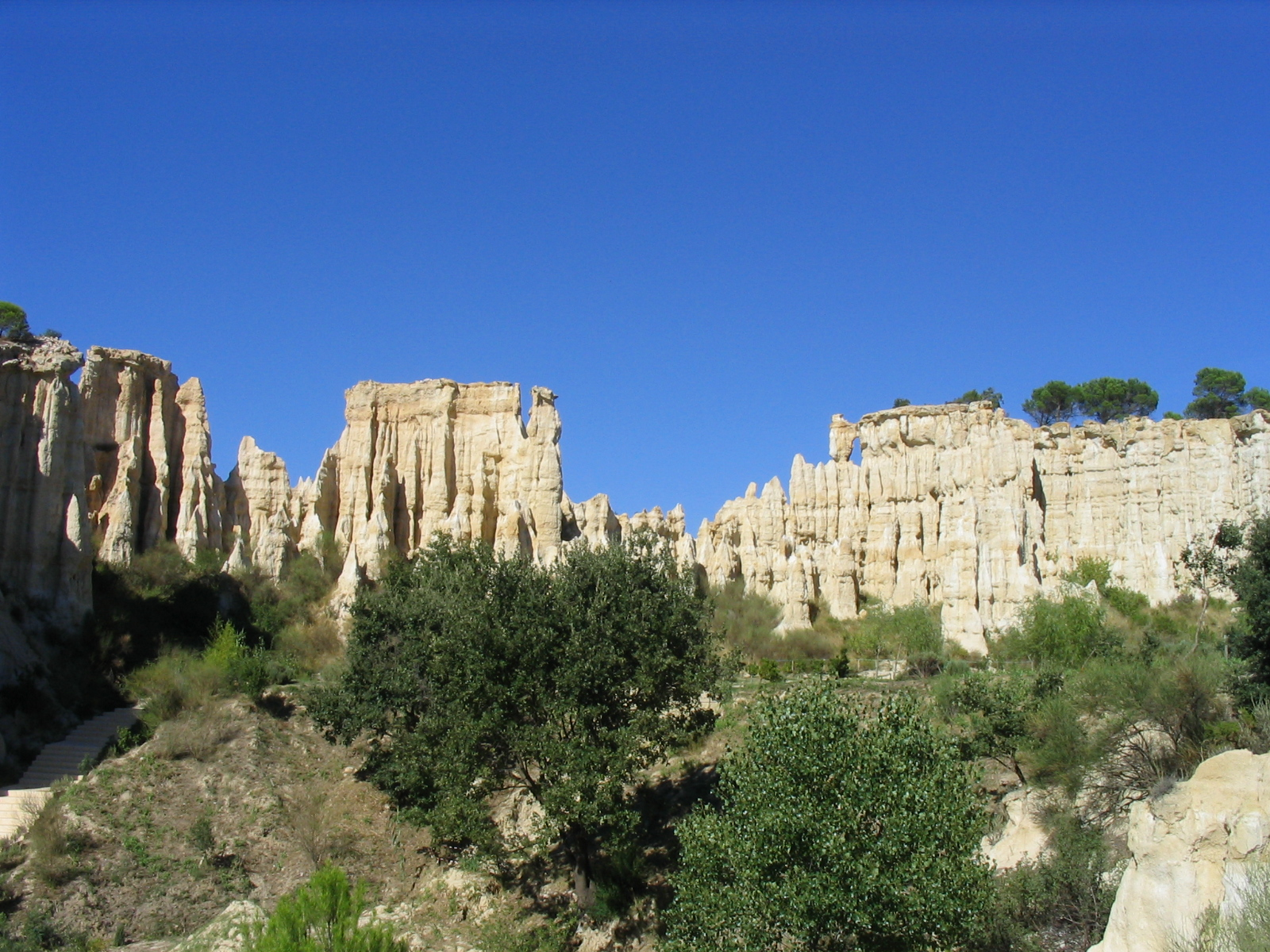
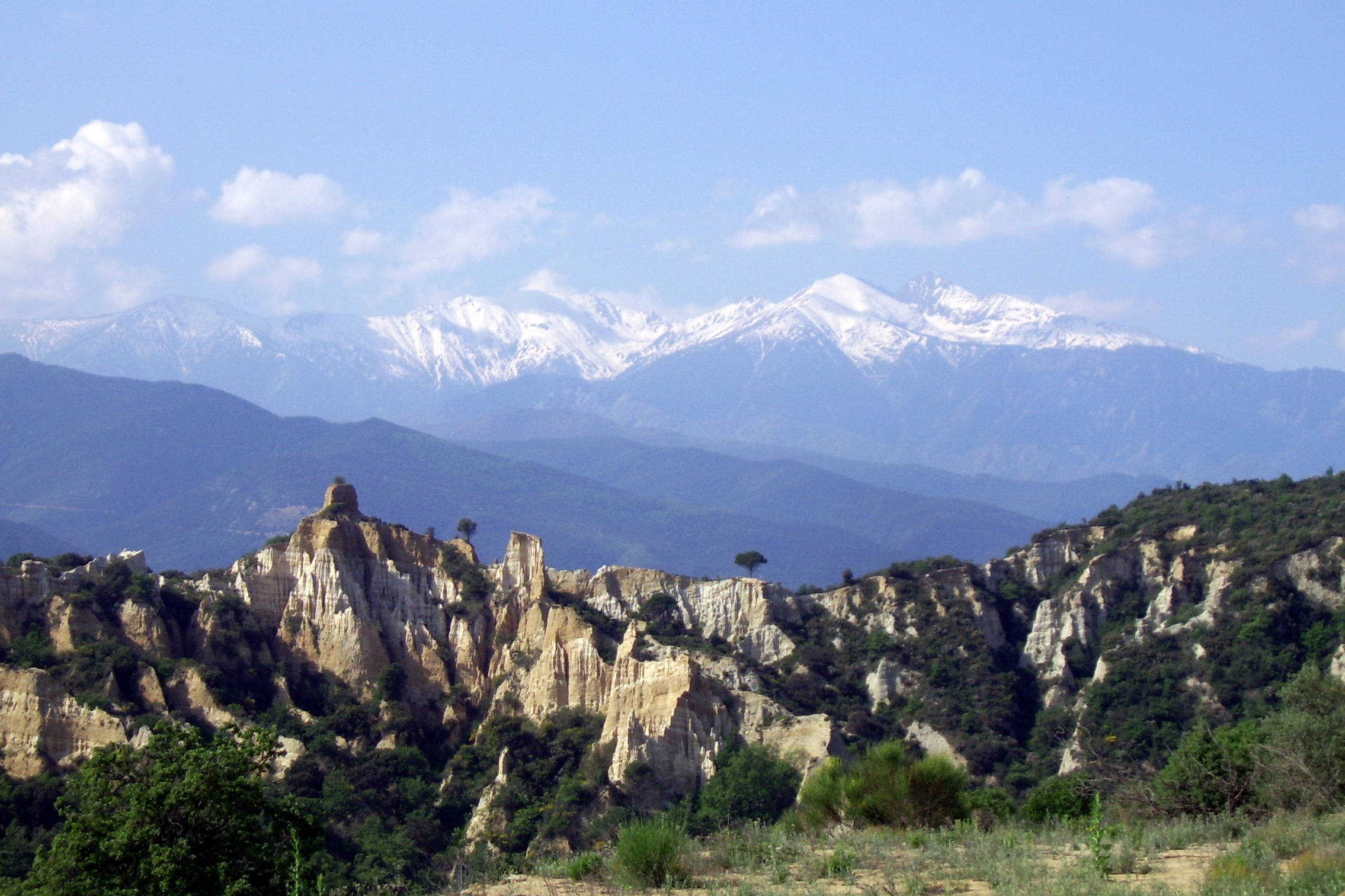
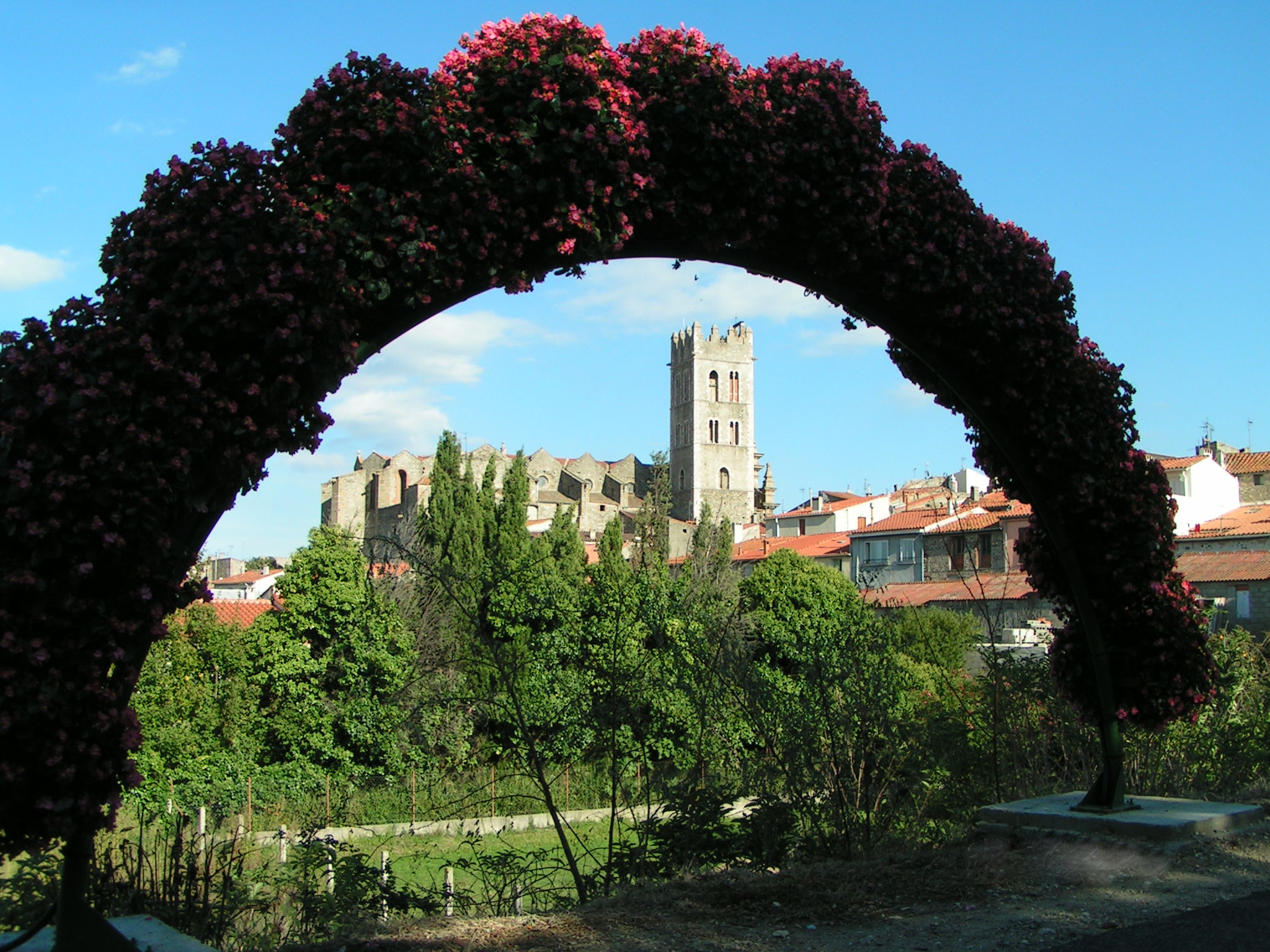